# Stay Away, Joe
Stay Away, Joe (bra: Joe É Muito Vivo) é um filme de estadunidense de 1968, do gênero comédia dramático-musical, dirigido por Peter Tewksbury, com roteiro de Michael A. Hoey e Burt Kennedy baseado no romance Stay Away, Joe, de Dan Cushman.

## Sinopse
Joe Lightcloud (Elvis Presley) é um navajo e peão de rodeio, cuja família vive em uma reserva. Joe insiste ao Governador da cidade para que o dê vinte novilhas e um touro premiado, para provar que sua família pode criar gado na reserva. Se isso desse certo, o governo poderia ajudar o povo navajo. Tudo se complica quando acidentalmente, um amigo de Joe faz churrasco com o touro premiado, enquanto este vendia as novilhas para comprar o que sua madrasta (Katy Jurado) precisava para sua casa.

## Elenco
- Elvis Presley: Joe Lightcloud
- Burgess Meredith: Charlie Lightcloud
- Joan Blondell: Glenda Callahan
- Katy Jurado: Annie Lightcloud
- Thomas Gomez: avô
- Henry Jones:  Hy Slager
- L.Q. Jones:  Bronc Hoverty
- Quentin Dean:  Mamie Callahan
- Douglas Henderson:  congressista Morrissey